# Emiliano Pedrozo
Emiliano José Pedrozo Cantarero (nacido el 6 de julio de 1972 en Lanús, Buenos Aires, Argentina) es un ex-futbolista argentino nacionalizado salvadoreño. Jugaba de centrocampista y su primer club fue Victoriano Arenas. Tiene en la actualidad 52 años.

## Carrera
Comenzó su carrera en Argentina, su país natal, en 1990 jugando para Victoriano Arenas. Jugó para el club hasta 1993. En ese año se pasó a las reservas de Independiente. Jugó hasta 1994. En ese año se fue a El Salvador para formar parte de las filas del FAS. Jugó para ese equipo hasta 1995. En ese año se fue al Central Izalco. En 1996 pasó al Cojutepeque. En ese año se pasó al Once Lobos, en donde estuvo hasta 1997. En ese año regresó al CD FAS. Estuvo hasta 1998, cuando directamente ese año se fue al Santa Clara de El Salvador. Jugó hasta 1999. En ese año regresó al CD FAS. Jugó ahí hasta el año 2000. En ese año se fue al CD Atlético Marte. Se mantuvo hasta 2002. En ese año siguió sus andaduras por El Salvador, jugando esta vez en el San Salvador FC. Jugó para el club hasta 2003. En ese año fue transferido al CD Águila. Jugó para el equipo hasta 2004. En 2005 se pasó al CD Luis Ángel Firpo. Jugó para ese equipo hasta 2006. En ese año se pasó al AD Isidro Metapán, estando ligado a ese equipo hasta 2007. En ese año se pasó a las filas del Nejapa FC. Estuvo hasta 2009. En ese año regresó al CD Atlético Marte.

## Nacionalidad
A pesar de ser argentino, desarrolló toda su carrera en El Salvador y se nacionalizó salvadoreño.

## Selección nacional
Ha sido internacional con la Selección de fútbol de El Salvador en solamente una ocasión.

## Clubes
| Club                                  | País        | Año       |
| ------------------------------------- | ----------- | --------- |
| Club Atlético Victoriano Arenas       | Argentina   | 1990-1993 |
| Club Atlético Independiente (reserva) | Argentina   | 1993-1994 |
| Club Deportivo FAS                    | El Salvador | 1994-1995 |
| Club Deportivo Central Izalco         | El Salvador | 1995      |
| Cojutepeque FC                        | El Salvador | 1996      |
| Club Deportivo Once Lobos             | El Salvador | 1996-1997 |
| Club Deportivo FAS                    | El Salvador | 1997-1998 |
| Club Deportivo Santa Clara            | El Salvador | 1998-1999 |
| Club Deportivo FAS                    | El Salvador | 1999-2000 |
| Club Deportivo Atlético Marte         | El Salvador | 2000-2002 |
| San Salvador Fútbol Club              | El Salvador | 2002-2003 |
| Club Deportivo Águila                 | El Salvador | 2003-2004 |
| Club Deportivo Luis Ángel Firpo       | El Salvador | 2005-2006 |
| Isidro Metapán                        | El Salvador | 2006-2007 |
| Nejapa Fúbol Club                     | El Salvador | 2007-2009 |
| Club Deportivo Atlético Marte         | El Salvador | 2009      |